# Tropidocephala brunnipennis
Tropidocephala brunnipennis är en insektsart som beskrevs av Victor Antoine Signoret 1860. Tropidocephala brunnipennis ingår i släktet Tropidocephala och familjen sporrstritar. Inga underarter finns listade i Catalogue of Life.